# 米凯尔·日甘克
米凯尔·日甘克（1994年2月1日—），斯洛文尼亚裔土耳其男子柔道运动员，2017年世界柔道锦标赛男子90公斤级银牌得主、2019年欧洲运动会男子90公斤级金牌得主、2023年欧洲锦标赛男子90公斤级铜牌得主。